# 30051 Jihopark
30051 Jihopark è un asteroide della fascia principale. Scoperto nel 2000, presenta un'orbita caratterizzata da un semiasse maggiore pari a 3,0392594 UA e da un'eccentricità di 0,1042995, inclinata di 3,55522° rispetto all'eclittica.